# Castello Mirabello
Il castello Mirabello (o castello della Chiusa) è una struttura architettonica di origine romana situata in comune di Chiusa di Pesio (CN).

## Storia

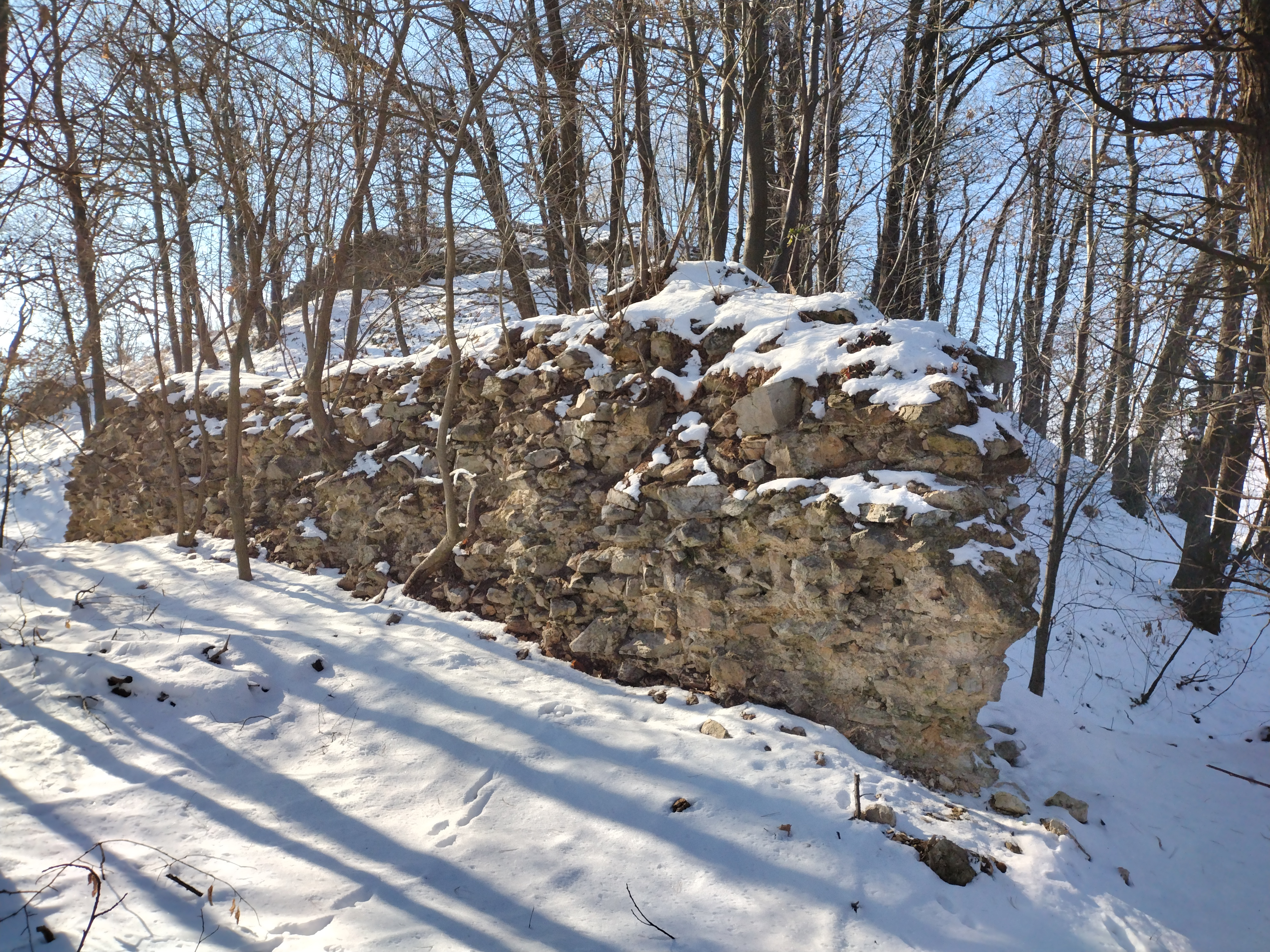
I ruderi a est del cucuzzolo

Sul monte Cavanero sono state rinvenute vestigia di insediamenti di epoca protostorica, frequentati tra il l'XI e il IX secolo a.C., ovvero tra l'Età del Bronzo e il primo periodo dell'Età del Ferro. 
Uno sperone della montagna che domina l'attuale centro comunale di Chiusa Pesio venne successivamente fortificato in epoca romana. La struttura era presumibilmente destinata al controllo della strada che, transitando ai piedi del monte, collegava la costa ligure con la pianura padana. Il presidio era forse costituito da una piccola guarnigione di legionari; sul posto sono stati rinvenute varie monete, terrecotte e resti di sepolture. La presenza di una lapide, sempre di epoca romana, era già nota nel XIX secolo.
La conformazione della fortificazione romana non è più facilmente identificabile perché i materiali dei quali era costituita vennero riutilizzati prima per la costruzione di alcune modeste abitazioni e poi per realizare il castello feudale del quale si possono attualmente vedere le rovine. I lavori presumibilmente iniziarono nel 1565 e furono voluti da Agamennone III, feudatario di Chiusa Pesio. Agamennone nel 1583 cedette il proprio feudo e il suo unico figlio, Alberto, prese i voti francescani, ponendo così fine alla linea dinastica.
Il castello venne progressivamente abbandonato, e fu fortemente danneggiato da un terremoto che colpì la zona il 23 febbraio 1887, seguito da una bufera che si scatenò nel gennaio del 1888. Nel corso della seconda guerra mondiale ulteriori danni vennero causati dal cannoneggiamento dell'edificio, effettuato a scopo intimidatorio dalle truppe di occupazione naziste. Nell'estate 2022 sono iniziati i lavori per la messa in sicurezza e la valorizzazione del castello, grazie ad un accordo di programma tra la Regione Piemonte e il comune di Chiusa Pesio. 

## Caratteristiche
Del castello feudale, collocato su un ripiano poco al di sotto del cucuzzolo sul quale sorgeva l'originaria fortezza romana, rimangono oggi solo alcune rovine. Queste comprendono una alta torre cilindrica a nord-est e una piccola parte delle murature del torrione centrale, dove resta traccia di una tubazione in terracotta.
 L'edificio cinquecentesco si articolava su tre piani, a loro volta suddivisi in due camere nella parte rivolta ad occidente e un salone nella parte orientale. La porta di accesso si trovava a nord, e per salire ai piani superiori esisteva una scala a chiocciola, della quale rimane traccia dei gradini fissati nelle murature residue.

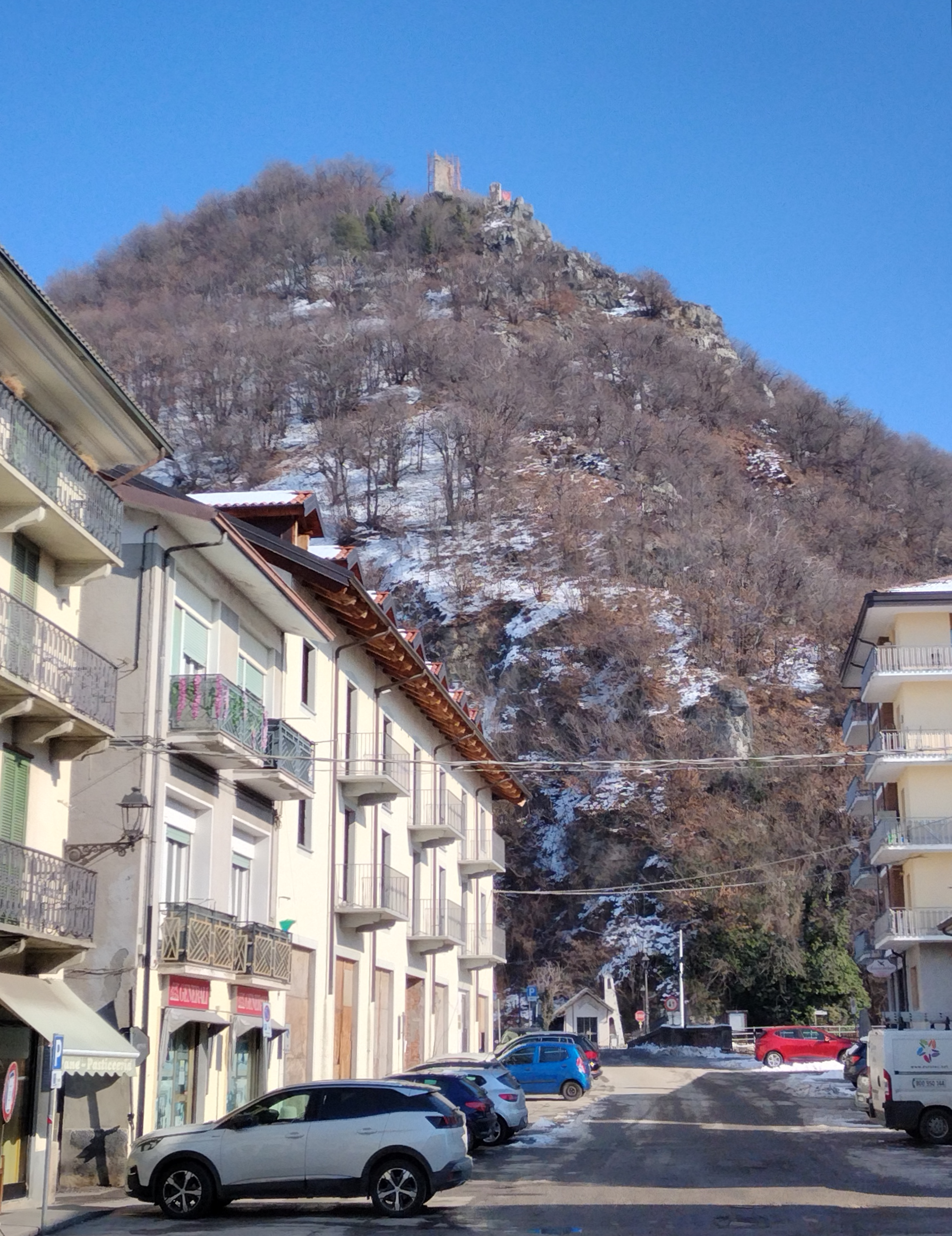
Vista dal centro di Chiusa Pesio

## Accesso
Il castello può essere facilmente raggiunto a piedi per una stradina, inizialmente asfaltata e poi sterrata, che si stacca della strada di collegamento tra il centro di Chiusa e il colle del Mortè. L'escursione può essere completata dalla salita per sentiero al sovrastante Monte Cavanero.

## Nella letteratura e nei media
Lo scrittore e senatore del Regno d'Italia Tommaso Vallauri dedicò al castello una novella dal titolo Il Castello della Chiusa.